# Cardamine pachystigma
Cardamine pachystigma là một loài thực vật có hoa trong họ Cải. Loài này được (S.Watson) Rollins mô tả khoa học đầu tiên năm 1993.